# Bipolaris clavata
Bipolaris clavata är en svampart som beskrevs av Alcorn 1982. Bipolaris clavata ingår i släktet Bipolaris och familjen Pleosporaceae.   Inga underarter finns listade i Catalogue of Life.